# Rigoberto Lozada Perdomo
Rigoberto Lozada Perdomo (Colombia 1928-Bogotá 1992) también conocido como alias Joselo, fue un guerrillero colombiano. Cofundador y miembro de las Fuerzas Armadas Revolucionarias de Colombia - Ejército del Pueblo (FARC-EP).

## Biografía
En los años 50, fue dirigente agrario en el Sur del Tolima.
Participó junto a Manuel Marulanda Vélez Tirofijo ; Jaime Guaracas, Rogelio Díaz, Glicerio González, Fermín Charry y Laurentino Perdomo, en la fundación de las FARC-EP en 1964.
Tenía una orden de captura pendiente desde 1964 por los delitos de asociación para delinquir, homicidio, encubrimiento y hurto. Además desde 1978, estaba solicitado por el delito de rebelión.
Según las Fuerzas Militares Lozada fue el responsable de un ataque contra una patrulla de la III Brigada del Ejército Nacional, el 6 de marzo de 1968, que dejó como resultado un oficial, dos suboficiales y tres soldados muertos. En 1969, Lozada habría ingresado al secretariado de las FARC como ideólogo, y parte del Estado Mayor Central. Incluso Víctor Julio Suárez Rojas Mono Jojoy fue uno de sus mensajeros.
En 1971, habría ordenado una emboscada a una patrulla de la Policía Nacional en la vía que de Gaitania (Tolima) a Palermo (Huila), donde murieron tres agentes. El 22 de mayo de 1973, Lozada, en compañía de cincuenta guerrilleros de las FARC, participó en la Toma guerrillera de Colombia (Huila).  A mediados de 1981, Lozada fue vinculado por jueces militares al ataque a una patrulla militar en el sitio Riecito, en jurisdicción de Puerto Rico (Caquetá), donde murieron dos oficiales y nueve suboficiales. El 4 de febrero de 1983, Lozada fue señalado como el responsable de un nuevo ataque contra una patrulla del grupo mecanizado Rincón Quiñones, donde murieron un oficial, dos suboficiales y nueve soldados. 
Se le acusaba de organizar redes de milicias en Viota (Cundinamarca) y en Bogotá. Sin embargo algunas fuentes decían que se había marginado de la actividad guerrillera por su avanzada edad.
Según la información oficial, Lozada y su guardaespaldas Senén Sánchez Hernández murieron al abrir fuego contra una patrulla del Ejército Nacional en Suba (Bogotá)

## Homenajes
Una de las columnas móviles de las FARC-EP llevaba su nombre.